# Slovenské Ďarmoty
Slovenské Ďarmoty es un municipio situado en el distrito de Veľký Krtíš, en la región de Banská Bystrica, Eslovaquia. Según el censo de 2021, tiene una población de 520 habitantes.
Está ubicado al suroeste de la región, en la cuenca hidrográfica del río Ipoly —un afluente izquierdo del Danubio— y cerca de la frontera con la región de Nitra y con Hungría.

## Demografía
| Año        | 1994 | 2004    | 2014    | 2024     |
| ---------- | ---- | ------- | ------- | -------- |
| Población  | 611  | 553     | 570     | 500      |
| Diferencia |      | −9,49 % | +3,07 % | −12,28 % |

| Año        | 2023 | 2024    |
| ---------- | ---- | ------- |
| Población  | 493  | 500     |
| Diferencia |      | +1,41 % |